# Rexhep Mitrovica
Rexhep Mitrovica bég (albánul: Rexhep Bey Mitrovica; nevének ejtése ɾɛd͡ʒɛp mitɾɔvit͡sa; Lumi i Bardhë, 1887 – Törökország, 1967) albán politikus, 1943–1944-ben nyolc hónapig Albánia miniszterelnöke.
Koszovói geg család sarja. 1921. december 24. és 1924. február 25. között oktatásügyi miniszter volt több, Amet Zoguhoz, a későbbi I. Zoguhoz közel álló kormányban. Az 1924-es, Zogu-ellenes júniusi forradalom kitörése után párizsi emigrációban élt, s csak Albánia olasz megszállását követően tért vissza hazájába.
A második világháborúban a németorientáció híve volt, s nem is vállalt kormányzati állást az olasz okkupáció idején. Miután 1943 szeptemberében a náci német csapatok megszállták az országot, Mehdi Frashëri félreállítását követően november 5-én ő kapott kormányalakítási megbízást. Kormányában főként politikai előélettel nem rendelkező szakemberek kaptak helyet, illetve a belügyi tárcát Xhafer Deva vezette. A külügyminiszterségre Mehmet Konicát szemelték ki, de ő nem vállalta a feladatot. A kommunista albán partizánok szorításában, illetve az Albániával szemben területi igényeket támasztó szomszédos országok gyűrűjében Mitrovica a remélt célt, Nagy-Albánia feltámasztását a németek segítségével kívánta elérni. Miután azonban a németek anyagiakban, fegyveres erővel nem támogatták kellően a törekvéseit, a kormány nem tudta megállítani az ellene törőket. 1944. június 15-én radikális albán körök döntöttek a Mitrovica-kormány menesztéséről. Ez július 14-én meg is történt, öt nappal később Fiqri Dine vette át a kormányrudat, Mitrovica pedig államtitkár-helyettes lett. A kommunista hatalomátvételt követően Isztambulba emigrált, s Törökországban is halt meg.